# Орден Синього неба та Білого сонця
Орден Синього неба та Білого сонця (кит.: 青天白日勳章) — друга вища військова державна нагорода Китайської Республіки.
Заснований у 1929, присуджується за «видатний внесок у розвиток національної безпеки перед іноземним вторгненням» і поступається лише ордену Національної слави. Назва та зовнішній вигляд нагороди прийшли від символів Республіки Китай та Гоміндану. На відміну від багатьох інших нагород Китайської Республіки цей орден не має ступенів або класів.

## Відомі кавалери ордену
- Се Цзиньюань, за оборону складу Сихана в Шанхаї під час Другої світової війни.
- Ху Лянь, який командував 11 дивізією і захищав західну Хубей. Для японської армії це був швидкий шлях до наступу на Чунцін, але Ху успішно їх переміг.
- Клер Лі Шеннолт за допомогу в захисті Китаю під час Другої світової війни.
- Хуан Байтао за його кампанію в провінції Хенань в 1948.
- Альберт Коаді Ведемейєр, за його роль у реорганізації підготовки китайської армії.
- Чень Цинкунь, за його провідну роль у прориві через річку Янцзи під час Громадянської війни у 1949.